# Гайяр, Эжен
Эжен Гайяр, в старых источниках: Геллар (фр. Eugène Gaillard; 31 января 1862, Париж — 27 января 1933, Париж) — французский художник-декоратор стиля ар нуво. рисовальщик, проектировщик интерьера и мебели. Работал для фирмы Зигфрида Бинга в Париже. Родной брат не менее знаменитого художника-ювелира Люсьена Гайяра.

## Жизнь и творчество
Эжен Гайяр получил юридическое образование. Он был братом известного ювелира и золотых дел мастера Люсьена Гайяра. В начале своей творческой карьеры в течение десяти лет был скульптором, затем занялся проектированием жилых интерьеров и мебели. Известность пришла к нему после создания совместно с Жоржем де Фером и Эдвардом Колонной экспозиции павильона франко-германского коммерсанта, одного из инициаторов движения за новое искусство — стиль ар-нуво — Зигфрида Бинга. Павильон Бинга был построен в Париже к открывшейся во французской столице в 1900 году Всемирной выставке.
В 1903 году Э. Гайяр открыл собственную проектную фирму. В 1906 году была опубликована его теоретическая работа «О мебели» (À propos du Mobilier). Гайяр был одним из основателей французского «Общества художников-декораторов» (Société des artistes décorateurs). В поздние годы Эжен Гайяр склонялся к стилю ар-деко.